# Oscar Johannesson

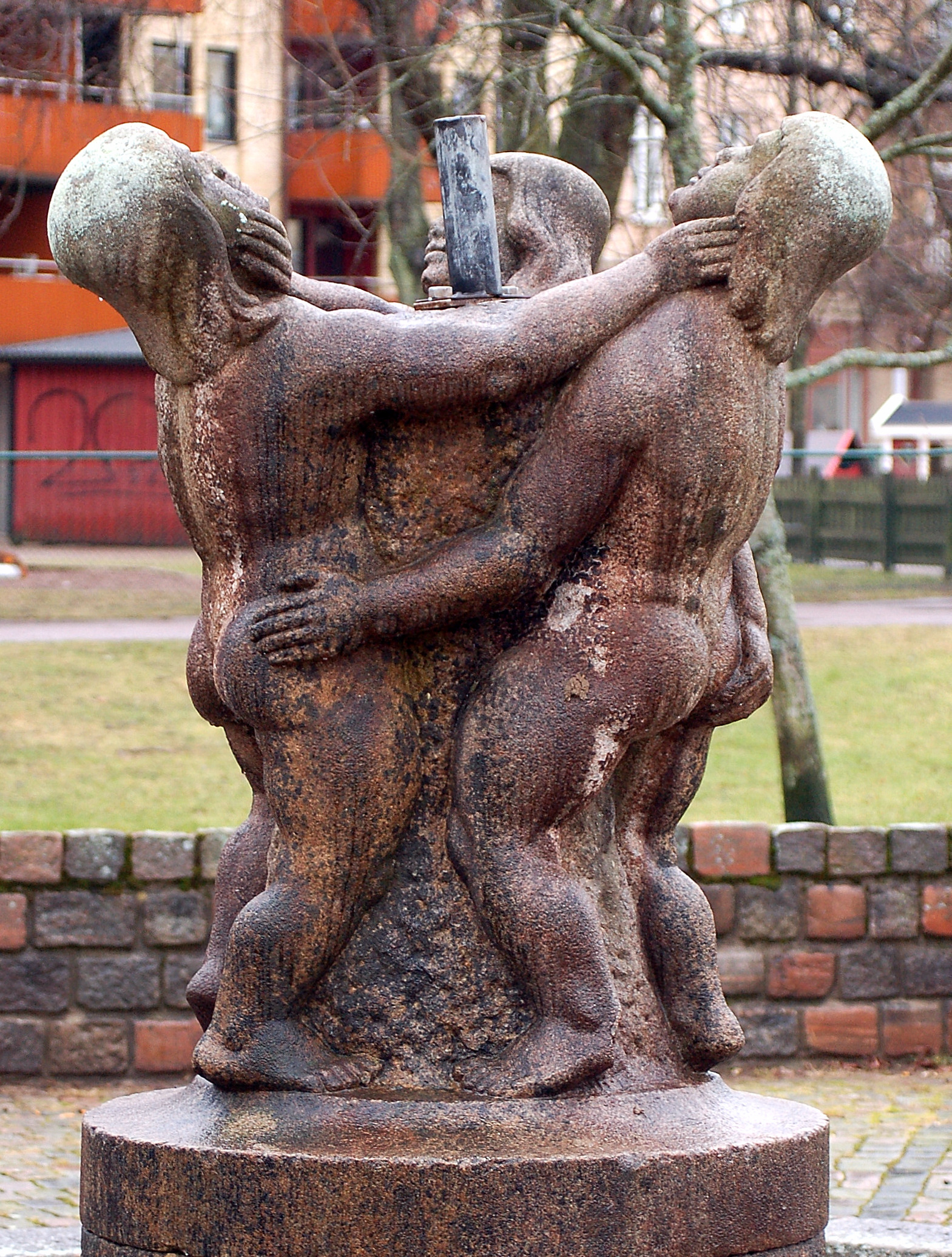
Lekande barn i Herrhagsparken Karlstad

Johan Oscar Pietro Johannesson, född 27 februari 1883 i Pjätteryd, död 15 mars 1963 i Hedvig Eleonora församling i Stockholm, var en svensk skulptör. 
Han var son till skräddaren Johannes Gudmundsson och Christina Bengtsdotter och gift första gången 1915 med Sigrid Carolina Palmgren och andra gången 1948 med Ester Kristina Wallin (1910–1989).
Johannesson studerade vid Kunstgewerbeschule (konstindustriskolan) i Charlottenburg 1908–1910, vid Académie Colarossi i Paris 1910–1913 och vid Akademie der bildenden Künste i München 1915–1918. Han hade en egen ateljé i Vatikanen 1922–1926 och under en period var ateljén belägen i Karlstad. Han debuterade i en utställning i Karlstad 1919 och har därefter medverkat i utställningar i Paris, München, Rom och på ett flertal platser i Sverige. Han ställde ut separat i Stockholm.
Bland hans offentliga arbeten märks skulpturen Lekande barn i granit på Herrhagstorget i Karlstad och några reliefer för kyrkor i Italien bland annat kyrkan i Assisi och en porträttbyst av drottning Kristina på Göta hovrätt i Jönköping.
Han har blivit mest känd för sina karaktärsfulla porträtt i brons och gips med en träffande personskildring, bland dessa märks från Italientiden påven Pius XI, Mussolini och några kardinaler och biskopar för Vatikanen. Från Sverigetiden märks porträtten av generalerna Douglas, Holmqvist, Jung, Thörnell, Nygren, Lindström och Ehrensvärd samt Gustav V, Axel Ax:son Johnson och Torsten Nothin.  
Oscar Johannesson är representerad vid bland annat Nationalmuseum, Armémuseum, Waldemarsudde, Glyptoteket i München och i Vatikansamlingarna i Rom. Han är begravd på Ullångers kyrkogård.